# Beechcraft T-34 Mentor
Beechcraft T-34 Mentor là một loại máy bay huấn luyện quân sự cánh quạt, được phát triển từ Beechcraft Model 35 Bonanza.

## Biến thể

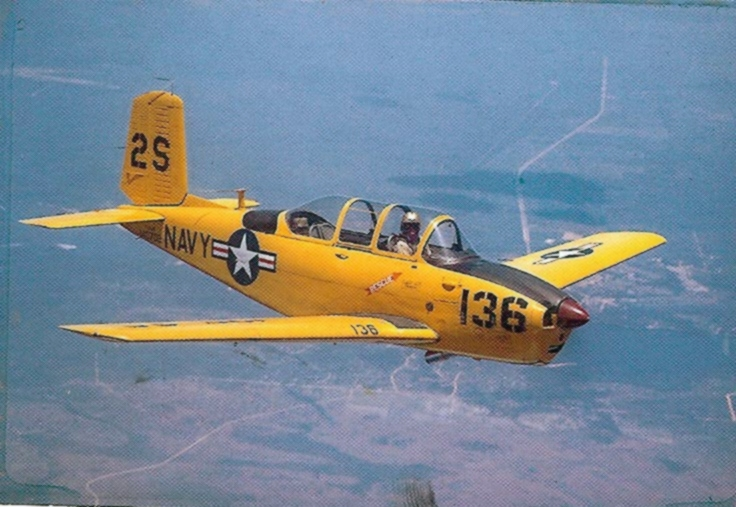
T-34B của Hải quân Hoa Kỳ

YT-34
T-34A
T-34B
YT-34C
T-34C Turbo-Mentor
T-34C-1
Turbo-Mentor 34C

## Quốc gia sử dụng

### Quân sự
Algérie
 Argentina

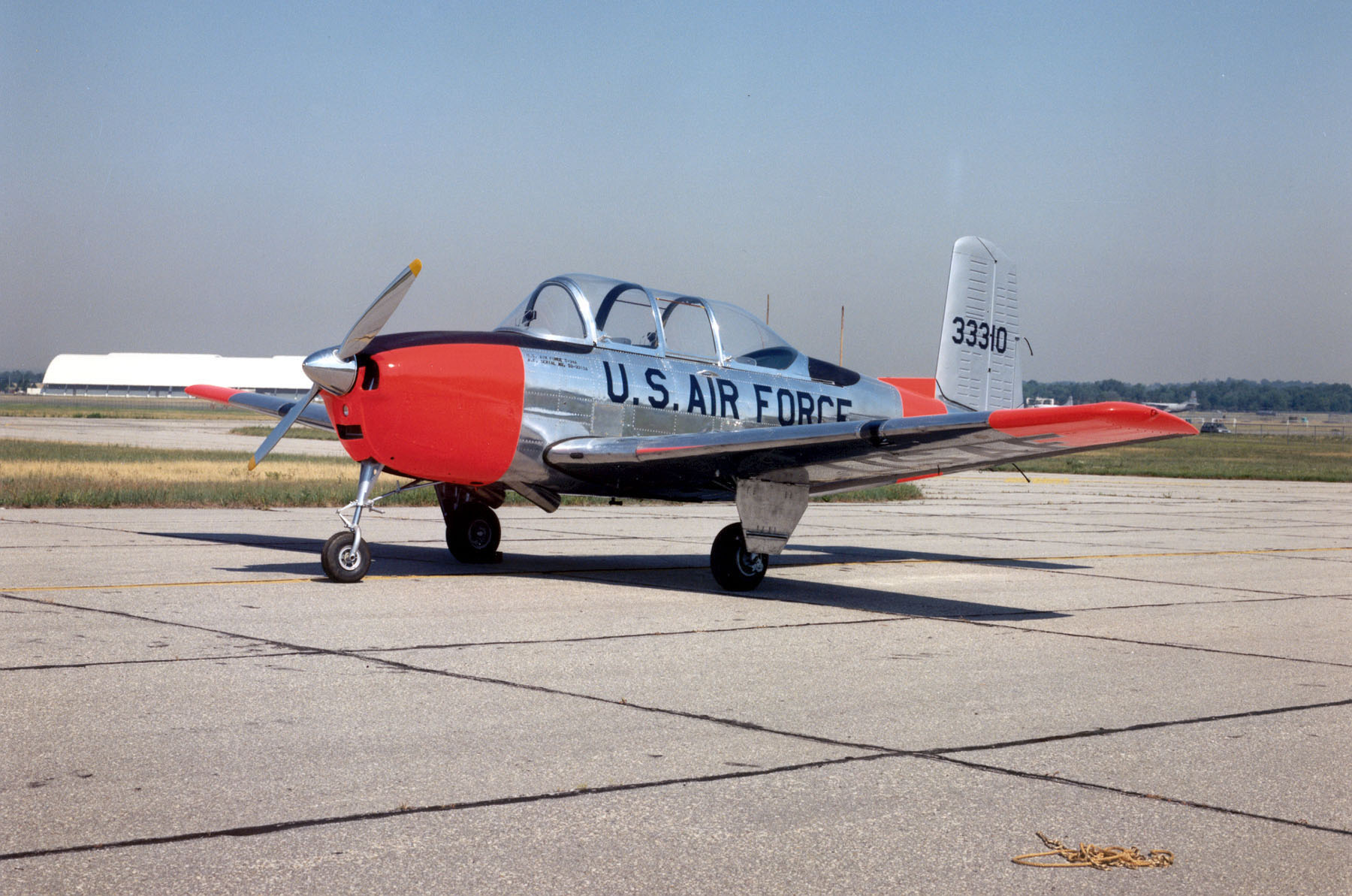
T-34A Mentor tại bảo tàng quốc gia không quân Hoa Kỳ

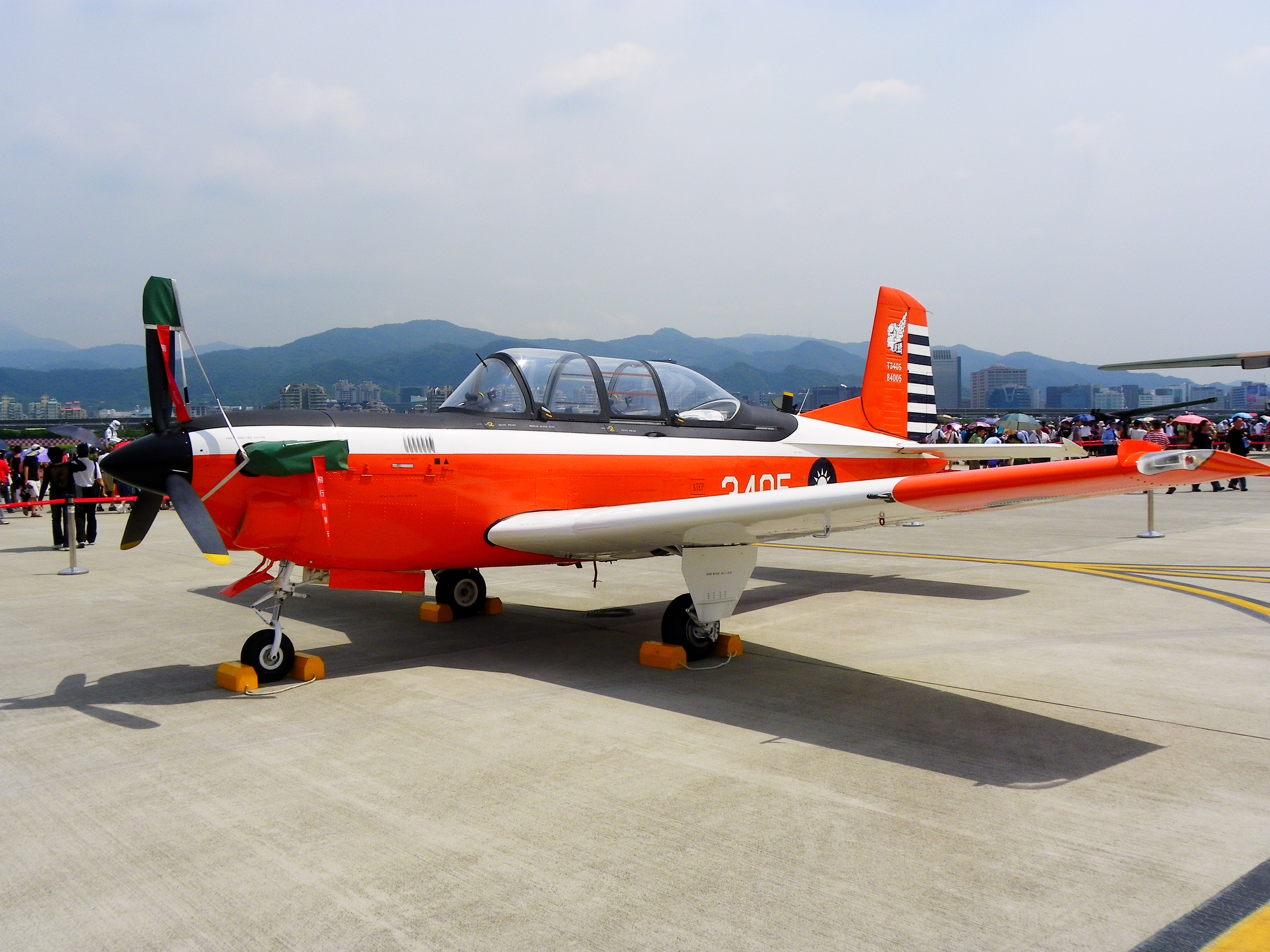
T34 của Đài Loan

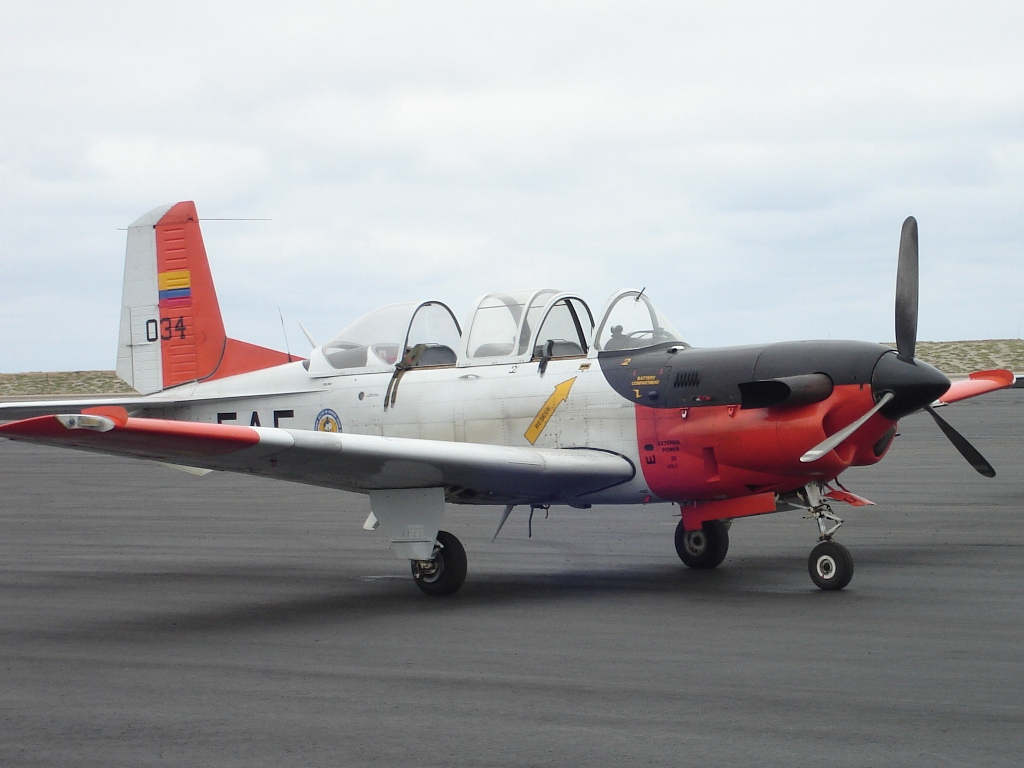
T-34C của không quân Ecuador

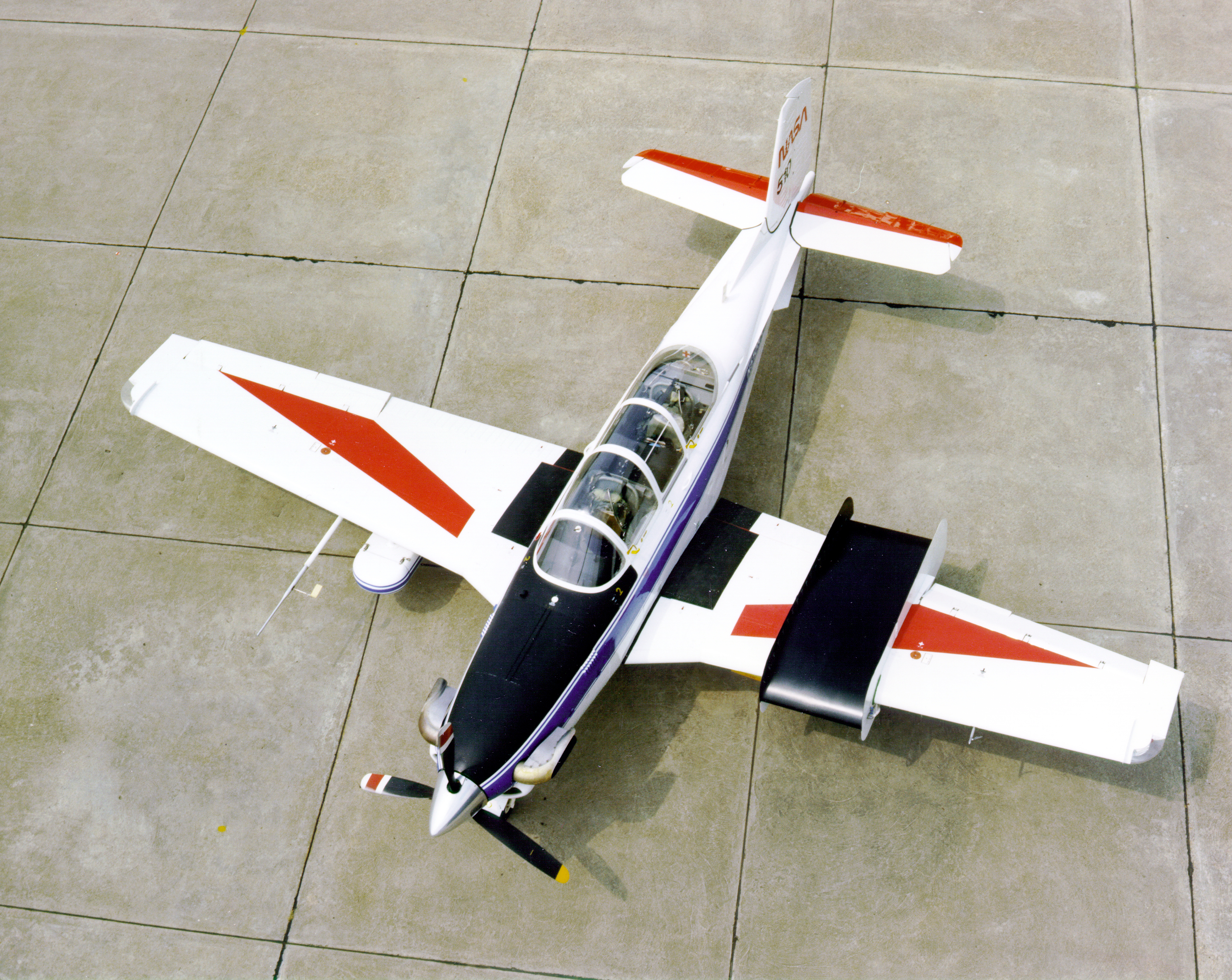
Beech T-34C Turbo Mentor thuộc NASA

- Không quân Hải quân Argentina- T-34C [1]

 Bolivia
 Canada
- Không quân Hoàng gia Canada

 Chile
- Không quân Chile
- Hải quân Chile

 Colombia
 Cộng hòa Dominica
 Ecuador
- Không quân Ecuador[1]
- Hải quân Ecuador

 El Salvador
 Pháp
 Gabon
 Indonesia
- Không quân Indonesia[1]

 Nhật Bản
- Lực lượng phòng vệ trên không Nhật Bản
- Lực lượng phòng vệ mặt đất Nhật Bản

 México
 Maroc
- Không quân Hoàng gia Maroc[1]

 Perú
- Không quân Hải quân Peru[1]

 Philippines
- Không quân Philippines

 Tây Ban Nha
 Đài Loan
 Thổ Nhĩ Kỳ
 Hoa Kỳ
- Không quân Hoa Kỳ
- Lục quân Hoa Kỳ[2]
- Hải quân Hoa Kỳ
- Thủy quân Lục chiến Hoa Kỳ
- Bảo vệ Bờ biển Hoa Kỳ
- Tuần tra Hàng không Dân sự

 Uruguay
- Không quân Uruguay[1]
- Hải quân Uruguay

 Venezuela

### Dân sự
Chile
- Club Aéreo de Santiago
- Club Aéreo de Rancagua

 Thổ Nhĩ Kỳ
- Turkish Aeronautical Association
- Istanbul Havacilik Kulubu

 Hoa Kỳ
- Dragon Flight
- Lima Lima Flight Team
- NASA
- The San Diego Salute[3]

## Tính năng kỹ chiến thuật (T-34C)
Dữ liệu lấy từ Janes's All The World's Aircraft 1988-89
Đặc điểm tổng quát
- Kíp lái: 2
- Chiều dài: 28 ft 8½ in (8,75 m)
- Sải cánh: 33 ft 3⅞ in (10,16 m)
- Chiều cao: 9 ft 7 in (2,92 m)
- Diện tích cánh: 179,6 ft² (16,69 m²)
- Trọng lượng rỗng: 2.960 lb (1.342 kg)
- Trọng lượng cất cánh tối đa: 4.300 lb (1.950 kg) (T-34C-1 huấn luyện vũ khí – 5.500 lb (2.494 kg))
- Động cơ: 1 × Pratt & Whitney Canada PT6A-25 kiểu turboprop, 715 shp (533 kW) (400 shp (298 kW))

 Hiệu suất bay 
- Tốc độ không vượt quá: 280 knot (518 km/h, 322 mph) (IAS)
- Vận tốc hành trình: 214 knot (396 km/h, 246 mph) tối đa ở độ cao 17.000 ft (5.180 m)
- Vận tốc tắt ngưỡng: 53 knot (98 km/h, 61 mph)
- Tầm bay: 708 hải lý (1.311 km, 814 mi) ở vận tốc 180 knot (333 km/h, 207 mph) và độ cao 20.000 ft (6.100 m)
- Trần bay: 30.000 ft (9.145 m)
- Vận tốc lên cao: 1.480 ft/phút (7,5 m/s)
- giới hạn g:+4,5, -2,3

Trang bị vũ khí

- Giá treo: 4 tải được 600 lb (272 kg) bên trong, 300 lb (136 kg) gắn ngoài, 1.200 lb (544 kg) tổng cộng